# Associação Atlética Rodoviária
El AA Rodoviária fue un equipo de fútbol de Brasil que jugó en el Campeonato Brasileño de Serie B, la segunda división de fútbol en el país.

## Historia
Fue fundado el 20 de enero de 1960 en la ciudad de Manaus, capital del estado de Amazonas por el Departamento de Autopistas de la Ciudad de Manaus (DERAM), y se convirtió en equipo profesional en 1969 cuando participó por primera vez en el Campeonato Amazonense.
En 1971 se convierte en el primer equipo del estado de Amazonas en competir a escala nacional cuando jugó en el Campeonato Brasileño de Serie B, donde fue eliminado en la segunda ronda por el Clube do Remo, y también perdió la final estatal. En ese mismo año protagonizó el primer partido del Campeonato Amazonense entre equipo profesionales cuando enfrentó al Nacional Fast Clube, el cual perdieron 1-2.
Tras cinco temporadas en la primera división estatal logró coronarse campeón en 1973 al vencer al Rio Negro en la final, siendo el último campeón de Amazonas antes del dominio de los equipos Rio Negro y Nacional Futebol Clube que entre 1974 y 1991 se repartieron los títulos estatales. Ese año se disputó el último partido en el Parque Amazonense el 8 de enero de 1973 en un partido que perdieron 1-3 ante el Rio Negro.
Su último partido oficial fue ante el Sao Raimundo el 18 de junio de 1976 y fue una derrota con marcador de 1-2 y desapareció en 1977 cuando el Departamento de Autopistas de la Ciudad de Manaus (DERAM) cerró operaciones.

## Palmarés

### Estatales
- Campeonato Amazonense: 1

1973
- Torneo Selectivo Amazonense: 1

1971
- Torneo Inicio Amazonense: 2

16971, 1976

### Regionales
- Torneo Flaviano Limongi: 1

1970